# Le Cri de la victoire
Pour les articles homonymes, voir Battle Cry.
Pour plus de détails, voir Fiche technique et Distribution.
Le Cri de la victoire (Battle Cry) est un film américain réalisé par Raoul Walsh, sorti en 1955.

## Synopsis
En janvier 1942, plusieurs jeunes gens s'engagent dans les Marines et rejoignent le camp d'entrainement de San Diego. Après quelques semaines, ils sont affectés dans le bataillon du Major Sam Huxley. Ils sont envoyés à Wellington, en Nouvelle-Zélande, puis après Noël, à Guadalcanal après l'invasion de l'île pour exterminer un groupe de soldats japonais qui résistent encore. Ski est tué par un tireur embusqué. Ils retournent en Nouvelle-Zélande. Huxley, devenu lieutenant colonel, est frustré quand il apprend que ses hommes ne sont pas envoyés à Tarawa avec les troupes d'invasion, mais sont prévus pour encore une fois éradiquer les poches de résistance. 
À Tarawa, les hommes d'Huxley remplissent leur mission, mais avec de nombreuses pertes. Plus tard, alors qu'ils sont en réserve sur une des îles Hawaï, Huxley entend dire que les autres bataillons sont envoyés au combat. Il convainc alors le Général Snipes de les envoyer prendre Red Beach, la mission la plus dangereuse de la bataille de Saipan. Ils se retrouvent isolés du reste de la division, ils souffrent de lourdes pertes par des tirs d'artillerie et Huxley est tué. 
Plus tard, Danny et Mac reviennent à Baltimore, ils se séparent alors que de nouvelles recrues embarquent.

## Fiche technique
- Titre original : Battle Cry
- Titre français : Le Cri de la victoire
- Réalisation : Raoul Walsh
- Scénario : Leon Uris, d'après son roman Le Cri de la victoire
- Direction artistique : John Beckman
- Décors : William Wallace
- Costumes : Moss Mabry
- Photographie : Sid Hickox
- Son : Francis J. Scheid
- Montage : William Ziegler
- Musique : Max Steiner, Jule Styne
- Production : Raoul Walsh et Jack Warner (non crédités)
- Société de production : Warner Bros. Pictures
- Société de distribution : Warner Bros. Pictures
- Pays de production :  États-Unis
- Langues originales : anglais, japonais, navajo
- Format : couleur (WarnerColor) / noir et blanc (images d'archive) — 35 mm — 2,55:1 (CinemaScope) —  son Stéréo 4 pistes RCA Sound System (copies magnétiques), Mono RCA Sound System (copies optiques)
- Genre : film de guerre
- Durée : 149 minutes
- Dates de sortie :
  - États-Unis : 1er février 1955 (première à Baltimore)
  - France : 1er juin 1955
- Affiche : Roger Soubie (France)

## Distribution
- Van Heflin : Major Sam Huxley
- Aldo Ray : Andy Hookens
- Mona Freeman : Kathy
- Nancy Olson : Pat Rogers
- James Whitmore : Sergent Mac
- Raymond Massey : Major-général Snipes
- Tab Hunter : Danny Forrester
- Dorothy Malone : Elaine Yarborough
- Anne Francis : Rae
- William Campbell : "Ski" Wronski
- John Lupton : Marion Hotchkiss
- L.Q. Jones : L.Q. Jones (sous son véritable nom : Justus E. McQueen ; il adoptera ensuite le nom de ce personnage comme nom de scène)
- Perry Lopez : Joe Gomez alias Spanish Joe
- Fess Parker : Speedy
- Jonas Applegarth : Lighttower (opérateur radio navajo)
- Carleton Young : Major Jim Wellman
- Rhys Williams : Enoch Rogers
- Willis Bouchey : Mr. Forrester
- Susan Morrow : Susan, l'amie de "Ski"
- Gregory Walcott : Sergent Jim Beller
- Frank Ferguson : Hector Walker
- Allyn Ann McLerie : la serveuse Ruby
- Tommy Cook : Caporal Ziltch

Acteurs non crédités
- Rayford Barnes : un marine sur le vaisseau de commandement à Saipan
- Bess Flowers : une femme attablée
- Sol Gorss : un barman lors de la bagarre
- Carl Harbaugh: un néo-zélandais dans le bar
- Lumsden Hare : un néo-zélandais dans le bar
- Byron Keith : un sergent recruteur
- Philo McCullough : un homme dans un bar
- Victor Millan : le soldat Pedro
- Jack Mower : un homme dans un bar
- Tom Wilson : le propriétaire de la salle de jeux

## Autour du film
- L'utilisation de la langue navajo à la radio pour tromper les Japonais est un thème qui sera aussi exploité dans le film Windtalkers : Les Messagers du vent (2002).